# Alchemilla rudatisii
Alchemilla rudatisii é uma espécie de rosácea do gênero Alchemilla, pertencente à família Rosaceae.